# Puig Bisbal
El Puig Bisbal és una muntanya de 279 metres sobre el nivell del mar al municipi de Celrà, a la comarca del Gironès.